# Vrbov
Vrbov és un poble i municipi d'Eslovàquia. Es troba a la regió de Prešov, al nord del país.

## Història
La primera referència escrita de la vila data del 1251.

## Demografia
| Godina             | 1994 | 2004   | 2014    | 2024   |
| ------------------ | ---- | ------ | ------- | ------ |
| Nombre de persones | 1165 | 1224   | 1455    | 1525   |
| Diferència         |      | +5,06% | +18,87% | +4,81% |

| Godina             | 2023 | 2024   |
| ------------------ | ---- | ------ |
| Nombre de persones | 1532 | 1525   |
| Diferència         |      | −0,45% |